# SMS Thetis
O SMS Thetis foi uma fragata à vela inglesa adquirida em 12 de janeiro de 1855 pela Prússia em troca das canhoneiras SMS Salamander e SMS Nix, e colocada à serviço da   Marinha da Prússia. 
Na mudança de ano 1859/1860 o Thetis, o SMS Frauenlob e o SMS Arcona fizeram uma viagem para a Ásia, partindo do Rio de Janeiro em direção ao Japão, chegando ao destino no final do verão de 1860. Em 2 de setembro de 1860, próximo a Yokohama, a pequena esquadra prussiana foi atingida por um ciclone tropical, causando o naufrágio do Frauenlob e a morte de todos os seus 47 tripulantes. O restante da esquadra continuou a viagem. Do Japão seguiram para Xangai na China. Passaram pela África do Sul e depois de dois anos da partida, chegaram a Danzig. 
Em 28 de novembro de 1871 o Thetis foi retirado da lista de navios de guerra. Seus equipamentos internos removidos, mantendo-se apenas as suas qualidades de flutuação. Em 1894 ele foi finalmente desmontado.